# Bao phấn

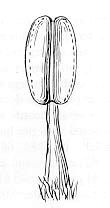
Bao phấn

Bao phấn là một phần của nhị. Bao phấn là nơi tạo ra phấn hoa. Bao phấn thường có dạng hình tròn, có hình dạng giống với thận hoặc thuôn dài. Mặt ngoài có thể nhẵn hoặc mang lông nhỏ như ở các loài hoa thuộc chi Strychnos.

## Nhận dạng

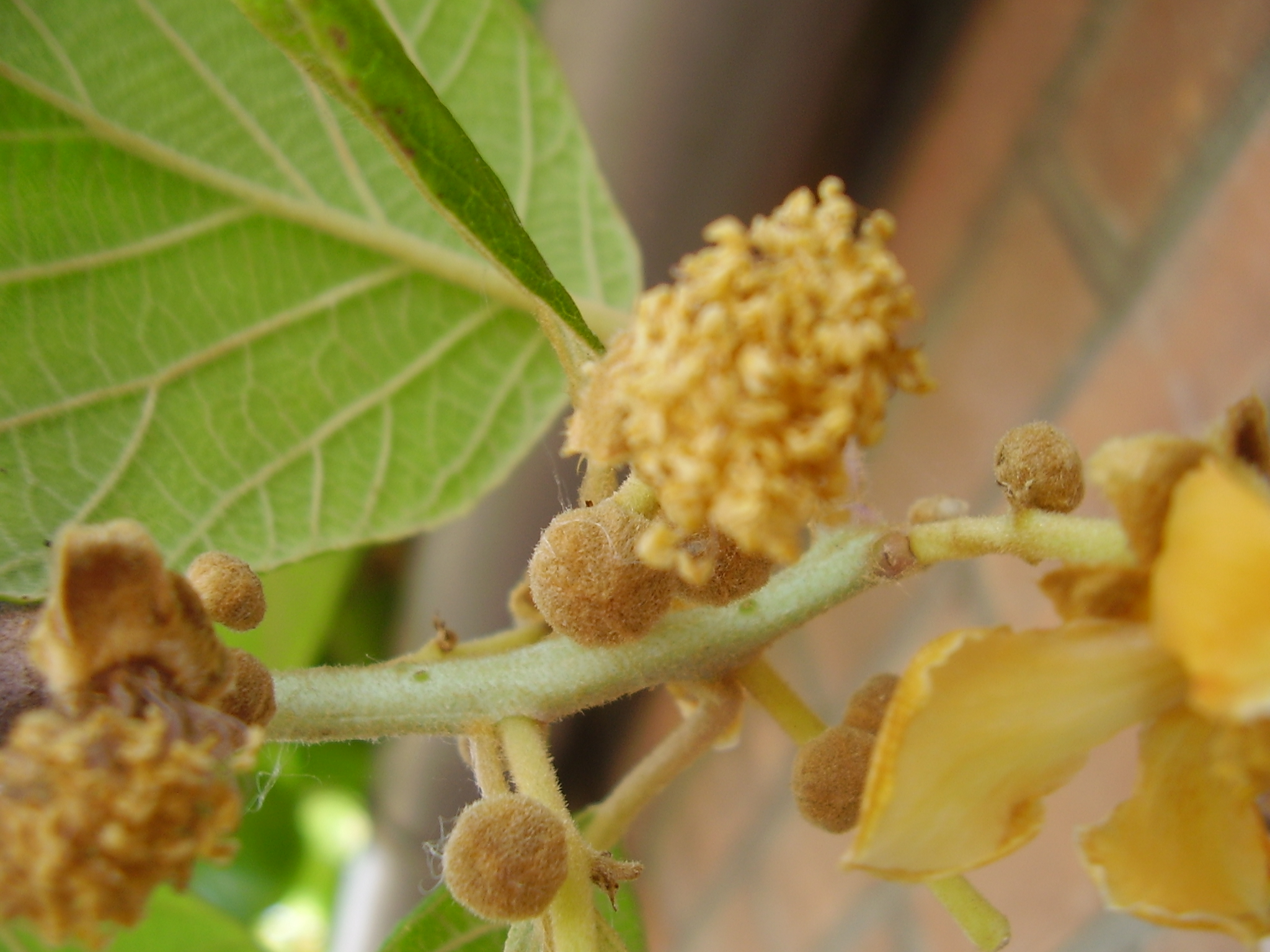
Hoa Dương đào

Bao phấn là cấu trúc dạng củ được bao phủ bởi phấn màu vàng khi nhìn hoa nở rộ. Kích thước nhị hoa và bao phấn sẽ khác nhau ở mỗi bông hoa, tùy thuộc vào vectơ thụ phấn mà nó đã tiến hóa cùng. Ví dụ, hoa loa kèn có các sợi tương đối dài và bao phấn nổi rõ, nơi phấn hoa dễ dàng cọ xát, giúp dễ dàng phân phối nó cho các loài côn trùng thụ phấn.
Thông thường, ở những bông hoa hoàn hảo, cấu trúc trung tâm là một hoặc một cụm nhụy với các nhị bao quanh nhụy. Ở những hoa không hoàn hảo, hoa đực, như hoa dương đào (Actinidia deliciosa), chỉ có nhị hoa và không có nhụy hoa. Hoa dương đào cái là một ngoại lệ vì chúng có cả nhụy và nhụy, nhưng bao phấn không tạo ra phấn hoa.

## Cấu tạo

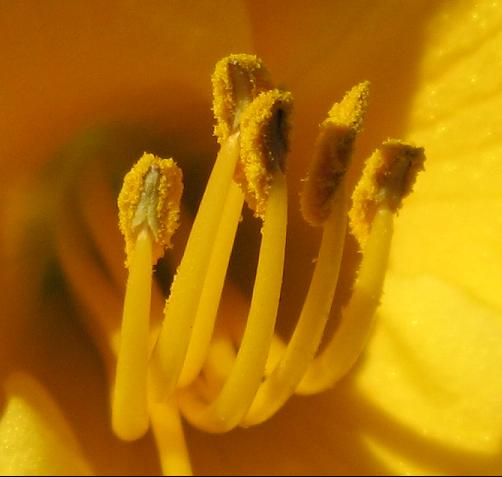
Bao phấn hoa Loa kèn

Bao phấn được chia thành 2 ô phấn, nối với nhau bởi trung đới. Khi còn non, mỗi ô phấn cấu tạo bởi hai túi phấn. Vỏ bao phấn gồm nhiều lớp tế bào bao quanh lấy ô phấn: ngoài cùng là biểu bì có phủ một lớp cutin. Dưới biểu bì là lớp mô cơ giới cấu tạo bởi những tế bào có màng dày hóa gỗ hình chữ U, mặt ngoài vẫn bằng cenllulose. Lớp trong cùng là tầng nuôi dưỡng tham gia vào việc nuôi dưỡng tế bào mẹ hạt phấn và giúp cho các hạt phấn non phát triển. Túi bào tử nhỏ là nơi sản xuất hạt phấn, thể giao tử đực chưa trưởng thành của cây có hạt. Mặt cắt ngang của bao phấn cho thấy 4 vùng mô có khả năng sinh bào tử. Những mô này bao gồm tế bào mẹ hạt phấn, là những tế bào lưỡng bội có khả năng trải qua quá trình giảm phân để tạo thành tứ bội (bốn tế bào liên kết) của vi bào tử đơn bội. Các vi bào tử trở thành hạt phấn và cuối cùng có thể tách ra.

## Giai đoạn hoa nở
Khi hoa nở, mặt ngoài của lớp mô cơ giới này bị khô và co lại nhiều hơn so với mặt bên trong, khiến cho bao phấn bị nứt ra.  Khi hạt phấn đã phát triển đầy đủ thì bao phấn nứt ra để cho cho hạt phấn thoát ra ngoài. Có các kiểu nứt bao phấn sau:
- Nứt dọc: Mỗi ô phấn mở ra bằng kẽ nứt dọc đặt ở rãnh phân chia hai túi phấn. Nếu kẽ nứt đó quay vào phía trong hoa thì gọi là bao phấn hướng trong. Kiểu nứt này rất hay gặp ở ngành Ngọc lan. Nếu kẽ nứt quay ra ngoài thì gọi là bao phấn hướng ngoài. Trường hợp này rất ít gặp. Nếu đường nứt đó ở bên cạnh thì gọi là bao phấn hướng bên.
- Nứt lỗ: Bao phấn có thể mở bằng lỗ ở đỉnh như ở hoa Đỗ quyên, Chi cà
- Nứt van: Bao phấn có 2 – 4 ô phấn, mỗi ô được mở bằng vài các nắp nhỏ trông tựa như cái cửa mở về phía trên để cho hạt phấn thoát ra ngoài, gọi là nứt van như ở họ Long não
- Nứt ngang: Đây là trường hợp đặc biệt ở bao phấn cây Măng cụt
- Trường hợp đặc biệt, các bao phấn bị teo đi, không làm nhiệm vụ sinh sản, khiến các nhị trở thành nhị lép. Nhị lép có thể biến đổi thành hình cánh hoa hoặc tuyến mật[2]

## Chức năng

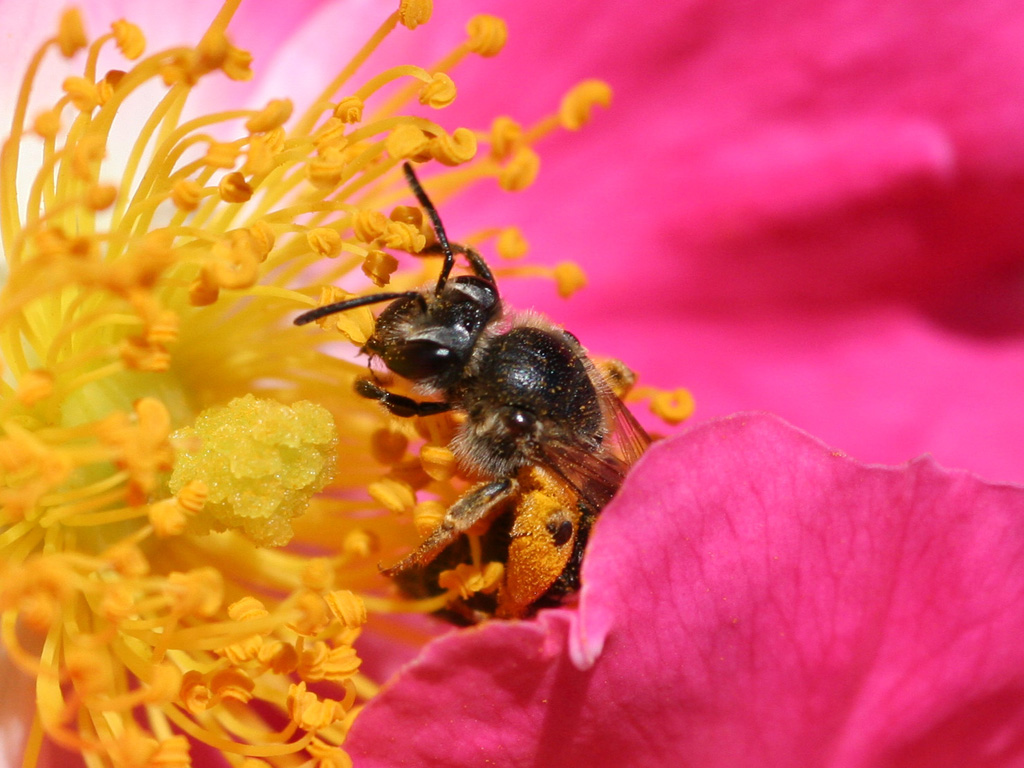
Một con ong đang thụ phấn cây hoa hồng.

Bao phấn rất quan trọng vì chúng giúp hoa tạo phấn hoa. Nếu không có bao phấn của hoa tạo ra phấn hoa thì hoa không thể sinh sản. Các sợi của nhị hoa giữ các bao phấn hướng lên và ra khỏi thân chính của hoa. Điều này giúp cho các loài thụ phấn đi qua, như ong, có thể cọ vào bao phấn. Điều này có nghĩa là phấn hoa chuyển vào bộ phận thụ phấn, được bao phủ bởi những sợi lông nhỏ. Khi chúng di chuyển giữa các cây, thụ phấn sẽ chuyển phấn hoa từ cây này sang cây khác. Khi ong đến một bông hoa khác, phấn hoa sẽ rơi vào các cơ quan sinh sản của hoa cái.